# エーラーワンの祠

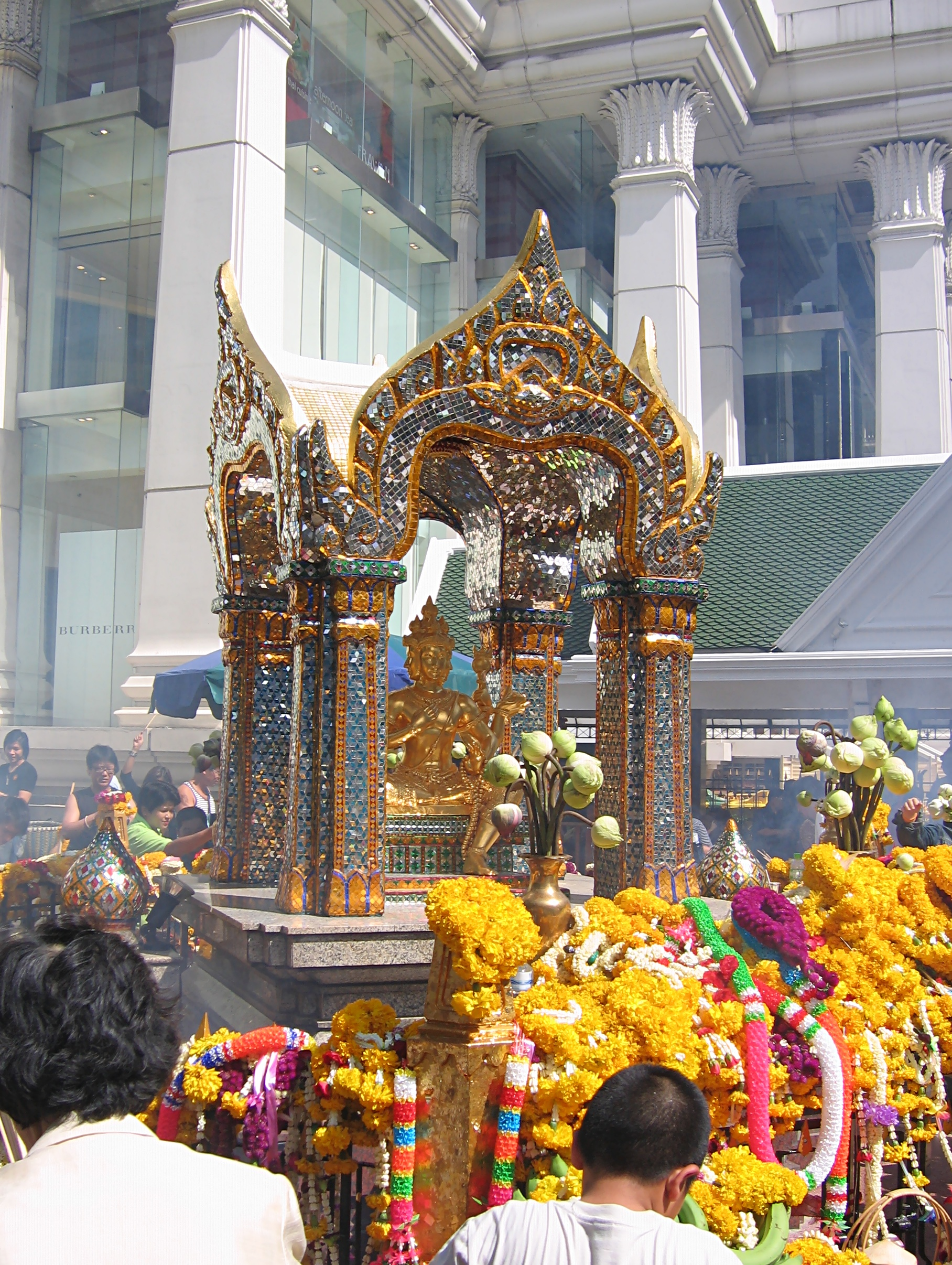
エーラーワンの祠

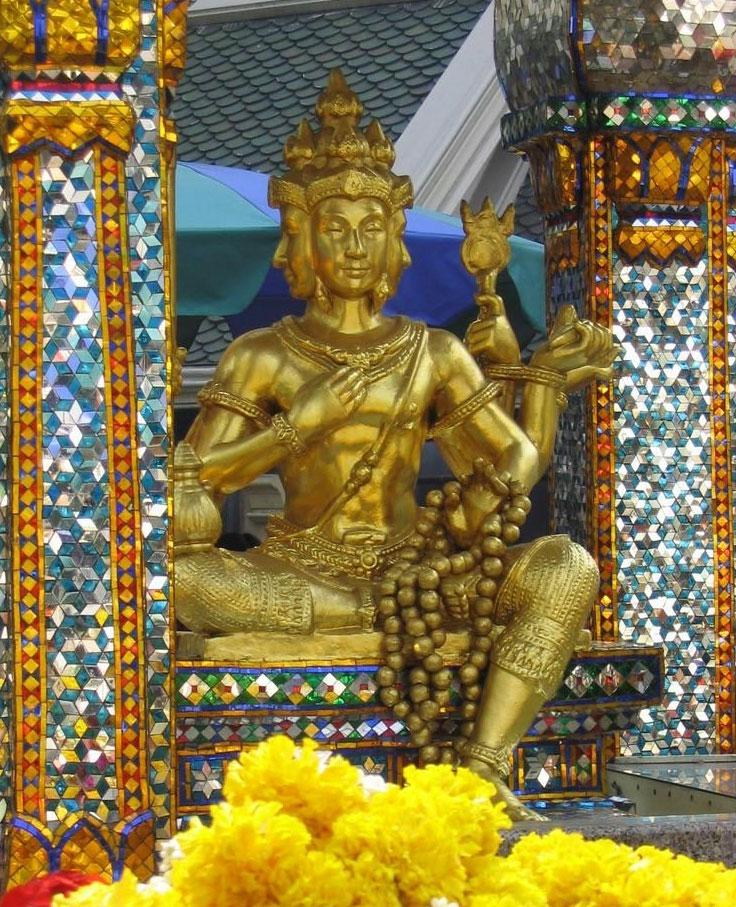
ブラフマー像

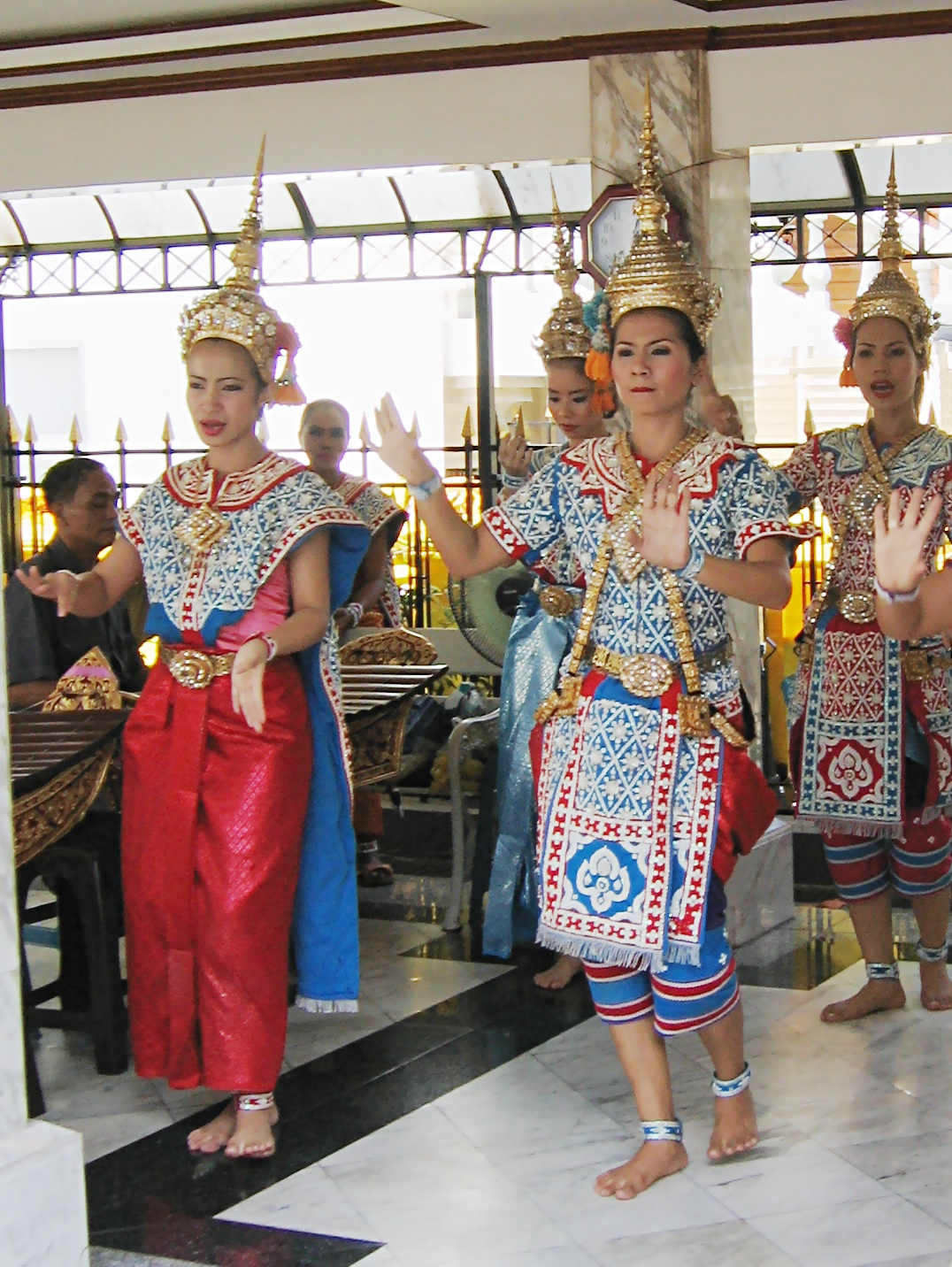
エラワン寺院での踊り

エーラーワン・ホテルのブラフマー神の祠 (ศาลท่านท้าวมหาพรหม โรงแรมเอราวัณ) あるいは単にエーラーワン（エラワン）の祠と呼ばれる祠は、バンコク中心部に立つグランドハイアットエラワンホテルの中にあり、ブラフマー（梵天）をまつるヒンドゥー教・上座部仏教の祠である。「エーラーワン」と名前にはあるがエーラーワンの語源であるアイラーヴァタはまつられていない。中国人・華人・華僑らによって四面仏と呼ばれるが仏ではない。日本語ではエラワン・プームとも呼ばれているが、翻訳すると「土地のアイラーヴァタ」という意味不明な単語であり、またタイ語でもこのように呼ばれない。

## 歴史
1956年、エーラーワン・ホテル（現在のグランド・ハイアット・エラワン・バンコク）の工事中に事故が多発し、作業員が「悪霊がいる」として建設作業を拒否した。このため、ホテルの経営側は占星術師として知られるルワン・スウィチャーンペート海軍少将を招いて吉祥時を選びヒンドゥーの神ブラフマーを祭るエーラーワンの祠とを設置した。この後、工事が順調にはかどったといわれている。ただし実際は、エーラーワンの祠が建立された時にはすでに、ほとんどの建設が終わっており、建立の理由もすでに設置された礎石が占星学的によくなかったためといわれている。。
この後、多くの場所でブラフマーが土地神 (th:พระภูมิ) として悪霊を鎮めるという信仰が広まり、多くのブラフマーの祠が建設された。また、このブラフマー像自体も多くの信仰を集め、特にビジネスマン、中国人などによる巡礼が盛んになった。しかし、巡礼者による寄付金があまりにも大量に集まることから、1969年、ホテル経営者側は寄付金を管理する基金を設置し、集まった寄付金を慈善活動に使うこととした。またこの基金は祠の管理も行っている。
2006年3月21日、タナーコーン・パックディーポンという精神に問題を抱えていたムスリム男性が祠を破壊するという事件が起こった。男性はその場で暴徒に殴り殺されたため、完全に動機は不明であるが、この後、政界が急速に混乱をし始め、ムスリムの多い深南部で「テロとの戦い」を行っていたタクシン政権の崩壊につながったことから、後に象徴的な事件として扱われることになった。なお、ブラフマー像は二ヶ月後の5月21日午前11:39の吉祥時に修復された。
2015年8月17日から翌18日にかけて、この祠と、タークシン橋近くの船着場で、連続爆弾テロ事件が発生した（バンコク爆弾テロ事件 (2015年)）。

## ブラフマー像の鋳造
祠のブラフマー像は当時文化省官僚であったヂュアラウィ・チョムセウィとモム・ルワン・プム・マラグンによって設計され、文化省工芸局のチット・ピムパゴーウィットが石膏型を用いて鋳造した。